# Michal Martikán
Michal Martikán, född 18 maj 1979 i Liptovský Mikuláš, Tjeckoslovakien, är en slovakisk kanotslalomåkare som har tävlat sedan mitten av 1990-talet. 1996 blev han Slovakiens första olympiska guldmedaljör sedan landets självständighet 1993. Han har totalt vunnit fem olympiska medaljer: två guld, två silver och ett brons, vilket är mest av alla kanotslalomåkare. Han har även vunnit VM individuellt fyra gånger.